# Make Me a Supermodel (chương trình truyền hình Úc)
Make Me a Supermodel là chương trình truyền hình thực tế trên của Úc được phát sóng trên kênh Seven Network vào lúc 6, tháng 8, 2008 và người dẫn chương trình này là hoa hậu Jennifer Hawkins cô là 1 Hoa hậu Hoàn vũ.

## Mùa giải
| Mùa | Phát sóng          | Quán quân   | Á quân        | Thí sinh còn lại (Theo thứ tự loại trừ) | Số thí sinh |
| --- | ------------------ | ----------- | ------------- | --- | ----------- |
| 1   | 6 tháng 8 năm 2008 | Rhys Uhlich | Shanina Shaik | Bakary Sereme, Brooke Greentree, Kassandra Zandt, Lucas Williams, Sheridan Seekamp, Luke Quill, Isaac Keenan, Sara Longman, Hannah McCarthy, Billy Bishop, Tom Penfold, Courtney Chircop | 14          |

## Giám khảo

### Make Me a Supermodel Úc
| Tên giám khảo    | Mùa           |
| Tên giám khảo    | 1             |
| ---------------- | ------------- |
| Jennifer Hawkins | Ban giám khảo |
| Tyson Beckford   | Ban giám khảo |

## Make Me a Supermodel (Mùa 1)
(Lưu ý tuổi các thí sinh được tính khi tham gia chương trình)
| Thí sinh | Thí sinh         | Tuổi | Chiều cao              | Quê quán  | Tập bị loại | Thứ hạng     |
| -------- | ---------------- | ---- | ---------------------- | --------- | ----------- | ------------ |
|          | Bakary Sereme    | 27   | 1,85 m (6 ft 1 in)     | Melbourne | Tập 3       | 14           |
|          | Brooke Greentree | 20   | 1,83 m (6 ft 0 in)     | Sydney    | Tập 4       | 13           |
|          | Kassandra Zandt  | 18   | 1,80 m (5 ft 11 in)    | Cairns    | Tập 5       | 12           |
|          | Lucas Williams   | 22   | 1,83 m (6 ft 0 in)     | Melbourne | Tập 6       | 11 (Bỏ cuộc) |
|          | Sheridan Seekamp | 18   | 1,76 m (5 ft 9+1⁄2 in) | Adelaide  | Tập 7       | 10           |
|          | Luke Quill       | 18   | 1,91 m (6 ft 3 in)     | Perth     | Tập 8       | 9            |
|          | Isaac Keenan     | 22   | 1,87 m (6 ft 1+1⁄2 in) | Melbourne | Tập 9       | 8            |
|          | Sara Longman     | 17   | 1,73 m (5 ft 8 in)     | Darwin    | Tập 10      | 7            |
|          | Hannah McCarthy  | 19   | 1,75 m (5 ft 9 in)     | Sydney    | Tập 11      | 6            |
|          | Billy Bishop     | 20   | 1,84 m (6 ft 1⁄2 in)   | Brisbane  | Tập 12      | 5            |
|          | Tom Penfold      | 19   | 1,87 m (6 ft 1+1⁄2 in) | Sydney    | Tập 13      | 4            |
|          | Courtney Chircop | 18   | 1,74 m (5 ft 8+1⁄2 in) | Perth     | Tập 15      | 3            |
|          | Shanina Shaik    | 17   | 1,73 m (5 ft 8 in)     | Melbourne | Tập 15      | 2            |
|          | Rhys Uhlich      | 25   | 1,83 m (6 ft 0 in)     | Melbourne | Tập 15      | 1            |

## Thứ tự loại trừ
| 1  | Hannah    | Billy Brooke Courtney Hannah Kassandra Sheridan Tom | Billy Hannah Kassandra Luke Rhys Sheridan | Hannah Rhys Shanina Sheridan Tom | Billy Rhys Shanina Tom | Billy Hannah Shanina | Billy Courtney | Courtney | Rhys     | Shanina  | Shanina  | Rhys     | Shanina  | Rhys    |  |  |  |  |  |  |  |  |  |
| 2  | Lucas     | Billy Brooke Courtney Hannah Kassandra Sheridan Tom | Billy Hannah Kassandra Luke Rhys Sheridan | Hannah Rhys Shanina Sheridan Tom | Billy Rhys Shanina Tom | Billy Hannah Shanina | Billy Courtney | Shanina  | Tom      | Tom      | Tom      | Courtney | Rhys     | Shanina |  |  |  |  |  |  |  |  |  |
| 3  | Bakary    | Billy Brooke Courtney Hannah Kassandra Sheridan Tom | Billy Hannah Kassandra Luke Rhys Sheridan | Hannah Rhys Shanina Sheridan Tom | Billy Rhys Shanina Tom | Billy Hannah Shanina | Tom            | Tom      | Hannah   | Billy    | Rhys     | Shanina  | Courtney |         |  |  |  |  |  |  |  |  |  |
| 4  | Kassandra | Billy Brooke Courtney Hannah Kassandra Sheridan Tom | Billy Hannah Kassandra Luke Rhys Sheridan | Hannah Rhys Shanina Sheridan Tom | Billy Rhys Shanina Tom | Rhys                 | Shanina        | Hannah   | Shanina  | Rhys     | Courtney | Tom      |          |         |  |  |  |  |  |  |  |  |  |
| 5  | Tom       | Billy Brooke Courtney Hannah Kassandra Sheridan Tom | Billy Hannah Kassandra Luke Rhys Sheridan | Hannah Rhys Shanina Sheridan Tom | Courtney               | Tom                  | Hannah         | Billy    | Courtney | Courtney | Billy    |          |          |         |  |  |  |  |  |  |  |  |  |
| 6  | Brooke    | Billy Brooke Courtney Hannah Kassandra Sheridan Tom | Billy Hannah Kassandra Luke Rhys Sheridan | Billy                            | Luke                   | Isaac                | Sara           | Sara     | Billy    | Hannah   |          |          |          |         |  |  |  |  |  |  |  |  |  |
| 7  | Isaac     | Billy Brooke Courtney Hannah Kassandra Sheridan Tom | Shanina                                   | Courtney                         | Hannah                 | Luke                 | Isaac          | Rhys     | Sara     |          |          |          |          |         |  |  |  |  |  |  |  |  |  |
| 8  | Courtney  | Luke                                                | Tom                                       | Lucas                            | Isaac                  | Courtney             | Rhys           | Isaac    |          |          |          |          |          |         |  |  |  |  |  |  |  |  |  |
| 9  | Sheridan  | Rhys                                                | Sara                                      | Sara                             | Sara Sheridan          | Sara                 | Luke           |          |          |          |          |          |          |         |  |  |  |  |  |  |  |  |  |
| 10 | Luke      | Shanina                                             | Courtney                                  | Isaac                            | Sara Sheridan          | Sheridan             |                |          |          |          |          |          |          |         |  |  |  |  |  |  |  |  |  |
| 11 | Shanina   | Lucas                                               | Isaac                                     | Luke                             | Lucas                  |                      |                |          |          |          |          |          |          |         |  |  |  |  |  |  |  |  |  |
| 12 | Billy     | Isaac                                               | Lucas                                     | Kassandra                        |                        |                      |                |          |          |          |          |          |          |         |  |  |  |  |  |  |  |  |  |
| 13 | Sara      | Sara                                                | Brooke                                    |                                  |                        |                      |                |          |          |          |          |          |          |         |  |  |  |  |  |  |  |  |  |
| 14 | Rhys      | Bakary                                              |                                           |                                  |                        |                      |                |          |          |          |          |          |          |         |  |  |  |  |  |  |  |  |  |

## Loạt chương trình cùng tên
- Make Me a Supermodel phiên bản Anh.
- Make Me a Supermodel phiên bản Mỹ.